# Кырныша
 Кырныша  — деревня в Усть-Куломском районе Республики Коми. Входит в сельское поселение Помоздино. 

## География
Расположена на правом берегу реки Вычегда на расстоянии примерно 53 км по прямой от районного центра села Усть-Кулом на север-северо-восток, в 11 км от села Помоздино.  

## История
Известна с 1707 года как починок Кырныша. В 1970 в деревне жили 282 человека. В 1980-е годы количество жителей сократилось до 145.   

## Население
Постоянное население  составляло 166 человек (коми 97%) в 2002 году, 137 в 2010 .